# Jesus Bom à Beça
E.S. Jesus Bom à Beça é uma escola de samba da cidade de Curitiba. Foi duas vezes campeã do grupo de acesso, e disputou durante alguns anos a principal divisão do Carnaval da cidade, porém desde 2009 encontra-se afastada dos desfiles.
Todos os anos, apresentava na avenida enredos baseados na Bíblia, ou relativos à temática evangélica de um modo geral. A escola teve o cantor de músicas evangélicas Atilano Muradas como compositor dos sambas de sua fundação até o ano de 2004, quando este se mudou para os Estados Unidos e teve que se afastar parcialmente. Posteriormente, o compositor passou a ser Marcelo Leonardi.
A agremiação foi criada por uma iniciativa de membros da Igreja Evangélica Ágape de Curitiba, e foi apoiada logo no primeiro ano por diversas congregações da cidade, tais como os Menonitas São José dos Pinhais, Menonitas Boqueirão, Igreja Ágape Boqueirão, Igreja dos Povos, Igreja Encontros de Paz e Amor, Missão Evangélica Ágape, JOCUM, Mocidade Para Cristo, Comunidade Brasas Vivas, Comunidade Leão de Judá e Comunidade Cristã de Curitiba.

## História
A Jesus Bom a Beça foi inspirada em blocos carnavalescos de mesmo nome que já existiam anteriormente em cidades do Nordeste brasileiro.
Em 1997, um grupo da Igreja Ágape, liderado pelo pastor Alexandre Monteiro, planejava montar um bloco evangélico na capital paranaense. Estes foram então convidados pelo então presidente Liga das Escolas de Samba de Curitiba, Saul D'Ávila, a se filiar à entidade. O presidente da Liga à época era professor do pastor Alexandre, e daí veio a conhecer seu projeto.
A escola desfilou pela primeira vez em 1997, ganhando destaque naquele ano em diversos meios de comunicação locais e até nacionais , e terminando logo em seu ano de estréia na terceira colocação. Naquele ano, causou uma certa polêmica no meio evangélico por participar dos desfiles oficiais de Carnaval da cidade. Tal fato rendeu algumas considerações por parte do compositor e intérprete da escola, Atilano Muradas, no livro que ele escreveu contando a história da agremiação, anos mais tarde. Por outro lado, a escola de samba também recebeu logo em seu ano de estréia elogios do frei católico Anacleto Gapski, da Igreja Bom Jesus.
A Bom a Beça sagrou-se campeã em 2001 e 2003 do Grupo B (ou Grupo de Acesso), equivalente à segunda divisão do Carnaval curitibano, firmando-se definitivamente no Grupo A (ou Especial) em meados da década.
Em 2008, foi uma das oito escolas de samba a desfilar no carnaval curitibano, conseguindo a terceiro colocação do Grupo Especial, entre três escolas. No ano seguinte, por problema na prestação de contas, alegados pela Federação Cultural, a escola não desfilou, ficando fora do carnaval curitibano.

## Carnavais
| Ano                                  | Colocação                            | Grupo                                | Enredo | Carnavalesco                                                                                        | Ref.        |
| ------------------------------------ | ------------------------------------ | ------------------------------------ | --- | --------------------------------------------------------------------------------------------------- | ----------- |
| 1997                                 | 3º lugar                             | B                                    | A história de dois reinos Compositor e intérprete:Atilano Muradas                                                        | Comissão de Carnaval Luciana (fantasias), Daniele e Alexandre Monteiro (desenvolvimento do enredo). | [ 3 ]       |
| 1998                                 |                                      | B                                    | Atletas de Cristo Compositor e intérprete:Atilano Muradas                                                                | Comissão de Carnaval Luciana (fantasias), Daniele e Alexandre Monteiro (desenvolvimento do enredo). | [ 3 ]       |
| 1999                                 |                                      | B                                    | Os Milagres de Jesus Compositor e intérprete:Atilano Muradas                                                             | Comissão de Carnaval Luciana (fantasias), Daniele e Alexandre Monteiro (desenvolvimento do enredo). | [ 3 ]       |
| 2000                                 |                                      | B                                    | Apocalipse Compositor e intérprete:Atilano Muradas                                                                       | Comissão de Carnaval Luciana (fantasias), Daniele e Alexandre Monteiro (desenvolvimento do enredo). | [ 3 ]       |
| 2001                                 | Campeã                               | B                                    | 2001 - Uma odisséia pela Bíblia Compositor e intérprete:Atilano Muradas                                                  | Comissão de Carnaval Luciana (fantasias), Daniele e Alexandre Monteiro (desenvolvimento do enredo). | [ 1 ] [ 3 ] |
| 2002                                 | Desclassificada                      | A                                    | Heróis da Fé Compositor e intérprete:Atilano Muradas                                                                     | Comissão de Carnaval Luciana (fantasias), Daniele e Alexandre Monteiro (desenvolvimento do enredo). | [ 1 ] [ 3 ] |
| 2003                                 | Campeã                               | B                                    | Jesus não desistiu de você Compositor e intérprete:Atilano Muradas                                                       | Comissão de Carnaval Luciana (fantasias), Daniele e Alexandre Monteiro (desenvolvimento do enredo). |             |
| Não desfilou em 2004.                |                                      |                                      | | |             |
| 2005                                 | 4º lugar                             | A                                    | Jesus, o maior comunicador                                                                                               | Comissão de Carnaval Luciana (fantasias), Daniele e Alexandre Monteiro (desenvolvimento do enredo). | [ 1 ]       |
| 2006                                 | 4º lugar                             | A                                    | És Jesus bom à beça | Comissão de Carnaval Luciana (fantasias), Daniele e Alexandre Monteiro (desenvolvimento do enredo). |             |
| 2007                                 | 3º lugar                             | A                                    | Família | Comissão de Carnaval Luciana (fantasias), Daniele e Alexandre Monteiro (desenvolvimento do enredo). | [ 1 ]       |
| 2008                                 | 3º lugar                             | A                                    | Deus, o senhor da criação Compositor:Marcelo Leonardi. Intérpretes:Marcelo Leonardi, Celso Oliveira e Alexandre Monteiro | Comissão de Carnaval Luciana (fantasias), Daniele e Alexandre Monteiro (desenvolvimento do enredo). |             |
| A partir de 2009, deixou de desfilar | A partir de 2009, deixou de desfilar | A partir de 2009, deixou de desfilar | A partir de 2009, deixou de desfilar                                                                                     | A partir de 2009, deixou de desfilar                                                                | [ 7 ]       |